# Фонд Березницьких
Фонд Березницьких (The Bereznitsky Art Foundation) — інституція, що була створена задля популяризації і розвитку сучасного українського мистецтва, що розпочала свою активну діяльність на початку 90-х років минулого століття. Фонд сформовано в 2014 році на чолі з Людмилою і Євгеном Березницькими і спочатку мала назву Bereznitsky Aesthetics, проте цьому передував довготривалий процес.

## Про фонд

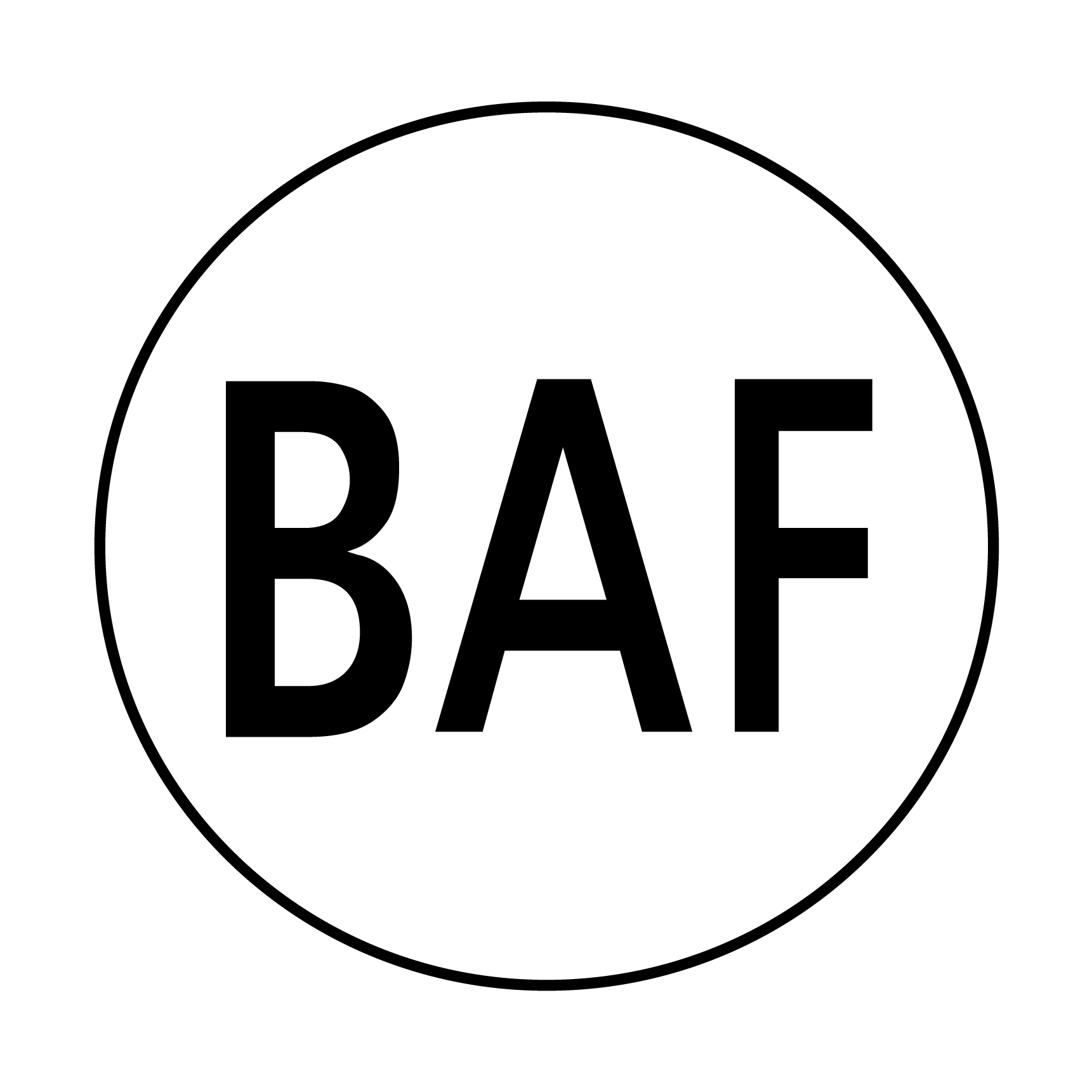
The Bereznitsky Art Foundation - логотип фонду.

У 1994 році мистецтвознавчиня і колекціонерка Людмила Березницька відкриває на Андріївському узвозі галерею сучасного мистецтва L-Art Gallery (від 2003 — Bereznitsky Gallery), де проходили перші виставки. Організація займалась проведенням художніх виставок, аукціонів, арт-фестивалів, популяризацією українського мистецтва соціалістичного періоду і сучасних майстрів. До того ж вона надавала експертні оцінки і консультації. Галерея організувала перший аукціон в NAMU для формування художнього ринку в Україні і встановлення цінової політики на твори мистецтва. Вона працювала на міжнародному рівні, організовуючи виставки в українських та іноземних музеях.
У 2006 році галерея функціонує як Bereznitsky Gallery Kyiv-Berlin. Вона займалась популяризацією українських художників закордоном, влаштовуючи безліч групових і сольних проєктів з митцями. У цьому ж році засновали Міжнародний благодійний фонд «Ейдос», що активно підтримує сучасне українське мистецтво. Фонд налагодив зв'язки між різними інституціями всередині держави, а також робив спроби публічного обговорення ідеї створення музею сучасного мистецтва в Україні. Він також формує професійне мистецьке середовище завдяки проведенню послідовної освітньої програми. Оскільки бізнес, наука і освіта сьогодні невід'ємні складові, то фонд «Ейдос» займається науко-просвітницькою діяльністю, а саме бере участь в конференціях, круглих столах, семінарах, організовує виїзні лекції, займається освітньою діяльністю в співпраці. Компанію Bereznitsky Project Space започатковано в 2010 році. Існує приватний простір Bereznitsky Private Space, де поціновувачи мистецтва зустрічаються і з користю проводять час. Простір спеціалізується на українському мистецтві XX століття, сучасному українському мистецтві імпресіоністичного початку і українському contemporary art.
У 2016 році був заснований фестиваль Kyiv Art Week Євгеном Березницьким. У щорічній міжнародній арт-ярмарці беруть участь державні і комунальні музеї, приватні, публічні галереї та культурні центри.
Сучасне українське мистецтво перебуває на стадії формування і потребує неабиякої підтримки для включення його у світове культурне середовище. Діяльність інституції яскраво виражена через участь в грантових програмах, конкурсах, виставках, різноманітних науково-освітніх програмах. До того ж завдяки їй в Україні прогресує кураторська діяльність, актуальні мистецькі практики в музеях, а також міждисциплінарна співпраця.
Проєкти The Bereznitsky Art Foundation спрямовані на створення зацікавленості з боку суспільства до сучасного мистецтва і культури. У 2016 році засновано Kupava Auction House, як один із напрямів діяльності BAF. Аукціонний дім спеціалізується на XX столітті, а саме на стилях соцреалізм і модерн арт.
Організація неодноразово брала участь у фестивалі сучасного мистецтва Kyiv Art Week, міжнародних ярмарках, зокрема в арт-ярмарку Roma Arte in Nuvola, масштабних арт-подіях — Art Cologne-2007, Salzburg World Fine Art Fair 2007, DiVA Fair (Нью-Йорк, 2008). Фонд неодноразово ставав учасником арт-фестивалів в Європі та США, провела декілька експозицій спільно з галереями Бельгії, Голландії, Німеччини і Швейцарії.

## Колекція
Із заснуванням L-Art Gallery було визначено пріоритетний напрям діяльності - мистецтво радянського періоду. Зібрання містить агітаційні плакати, гобелени, тиражну радянську пластику, народні наївні картини, зокрема твори видатної художниці Марії Примаченко. Саме її роботи в 2022 році були представлені на Венеційському бієнале. До того ж в колекції є революційні твори мистецтва "перебудови" кінця 1980-х. Твори цього періоду дістали назву "Нова хвиля", адже створювались в період значних змін системи і датуються вже першими роками державної незалежності України. Із середовища "нової хвилі" в зібранні є твори Олександра Сухоліта, Олександра Гнилицького, Дмитра Кавсана, Віктора Покиданця, Сергія Панича, Олега Голосія, Валерії Трубіної, Іллі Чичкана, Арсена Савадова та ін. Картини дореволюційного та пореволюційного мистецтва демонструють зв'язок українського творчого шляху з краківською, паризькою, угорською, берлінською, петербурзькою та австрійською школами мистецтв. Їх авторами є Іван Труш, Олександр Мурашко, Йосип Бокшай, Адальберт Ерделі, Андрій Коцка, Микола Прахов, Павло Волокидін та ін.  Період "золотої доби" соцреалізму, коли були врегульовані відносини між державою і людиною, представлений жанровими полотнами 1950-х і більш пізніх періодів (В'ячеслав Мамсиков, Григорій Тишкевич, Юрій Зорко, Олексій Орябинський, Віктор Хоренко, Олександр Бєлов, Іван Чибісов, Петро Васюков та ін.). Також присутні твори митців, що пов'язані з українським бароко (Валентин Реунов, Юрій Луцкевич, Галина Неледва, Сергій Подерв'янський та ін.), з сецесією та декоративізмом (Віктор Зарецький, Петро Столяренко, Сергій Отрощенко, Тетяна Яблонська, Ольга Отрощенко та ін.). Твори українських постімпресіоністів, фовістів, неоекспресіоністів, неоконструктивістів та неопримітивістів доповнюють колекцію Фонду Березницьких (Микола Глущенко, Сергій Шишко, Петро Столяренко, Микола Максименко, Федір Захаров, Петро Сльота, Галина Зоря, В'ячеслав Мамсиков, Григорій Тишкевич, Юрій Зорко, Олексій Орябинський, Віктор Хоренко, Валентин Ласкаржевський та ін.)
Фонд Березницьких займається розвитком актуального українського мистецтва. До колекції, крім творів радянського періоду, входять і роботи сучасних майстрів, серед яких роботи Арсена Савадова, Тетяни Гершуні (Таї Гершуні-Галаган), Юрія Соломко, Олександра Ройтбурда, Юрія Сивирина, Юлії Бєляєвої, Романа Михайлова, Іллі Ісупова, Давида Чичкана, Олександри Чичкан, Віктора Покиданця, Катерини Соловйової, APL315 та ін. На виставці BAF Inventory 2020 експозиція налічувала близько 2000 робіт з приватної колекції, що охоплювали період від першої половини XX століття до сьогодення.               

## Історія діяльності

### 1990-ті
1993 : Заснування Людмилою Березницькою L-Art Gallery — приватної галереї сучасного мистецтва, від 2003 — Bereznitsky Gallery.
1996 : L-Art Gallery провела перший аукціон «Сучасний український живопис» у NAMU (НХМУ) для формування художнього ринку в Україні і регулювання цін на вітчизняне мистецтво. До події був випущений друкований каталог.

### 2000-ні
2003 : У L-Art Gallery відбулась виставка «Старт», на якій були представлені роботи наступних художників: Валерія Трубіна, Василь Цаголов, Віктор Покиданець, Дмитро Дульфан, Ілля Чичкан, Кирило Проценко, Максим Мамсиков, Олександр Гнилицький, Олександр Ройтбурд і Юрій Соломко.
2003 : Відбувся проєкт українського художника Віктора Сидоренка «Амнезія» в L-Art Gallery. Ідеєю проєкту було показати глядачеві індивідуальну модель радянської системи. До виставки випущено друкований каталог «Віктор Сидоренко».
2004 : У Києві відбулась виставка «Тепло-холодні імпульси» в галереї L-Art, кураторами якої стали Людмила Березницька і Надія Пригодич. На ній було представлено митців «Нової хвилі» і молодих художників.
2005 : Публікація книги «Від червоного до жовто-блакитного», яка складалась з приватної колекції Людмили Березницької і лише 10 робіт — з колекції її клієнтів і друзів. Каталог окреслює історію українського мистецтва другої половини XX століття.
2005, серпень : Людмила Березницька, Любов Михайлова і Петро Багрій засновують Міжнародний благодійний фонд «Ейдос», який зосереджується на підтримці актуального мистецтва. Президент Фонду — Людмила Березницька.
2005, 20-23 листопада : У Київському національному університеті ім. Т. Шевченка відбулась міжнародна науково-практична конференція «Contemporary Art — Нові території», ініційована Міжнародним благодійним фондом «Ейдос». Конференція, як щорічний проєкт, набула підтримки Міністерства культури та туризму України, Посольства Королівства Нідерландів, Київського національного університету ім. Т. Шевченка та Національної академії образотворчого мистецтва і архітектури.
2006 : Відкриття галереї в Берліні Bereznitsky Gallery Kyiv-Berlin.
2006 : Дуетний проєкт Максима Мамсікова і Кирила Проценка «Windows» в Берліні Bereznitsky Gallery Kyiv-Berlin.
2006, березень : У київський галереї L-Art відкрилась виставка Микити Кадана «Silent TV». Художник перемістив телеекран на картину і запропонував власний спосіб позбавлення від інформаційних жахів. Образи з телебачення потрапляють у свідомість людини і деформуються. Вони розчиняються з дитячими страхами. «Тіньова» сторона психіки людини контактує безпосередньо з образами, а не звуком, тому назва проєкту доволі влучна.
2006, 13 травня — 25 червня : Відбулась виставка українського художника Вадима (Bondero) Бондаренка «Битва цивілізацій» в галереї L-Art.
2006, 8 вересня — 29 жовтня : У Нідерландах 7 вересня 2006 року відбулась міжнародна художня виставка «Східні сусіди». Митці 12 країн Східної Європи представляли свої таланти, серед яких була і Україна. Фонд EIDOS брав активно участь і представив країну проєктом Віктора Сидоренка «Аутентифікація». Куратором виступила Людмила Березницька — президентка благодійного фонду EIDOS.
2006, вересень-жовтень : Незвичайний проєкт «Weekend Opening» відбувся в Bereznitsky Gallery. На виставці була представлена колекція добре відомих художників в Україні. До експозиції увійшли роботи Олександра Ройтбурда, Максима Мамсикова, Кирила Проценко і багатьох інших митців. Усі картини відображають розуміння художниками того, що означають вихідні для багатих і знаменитих.
2006, жовтень : У виставковому центрі Bereznitsky Gallery відбувся проєкт Анни Броше «Читай по вустах». Відвідувачі змогли дізнатись про негативний вплив помади, реклами і літературної класики. Художниця працює в манері анти-гламуру, малюючи помадою. Більшість експонатів складали роботи у формі великих вуст ненатуральних розмірів.
2006, 1 жовтня — 12 листопада : Виставка Бориса Михайлова спільно з Іллєю Чичканом «Monuments / Moments» в Bereznitsky Gallery Kyiv-Berlin. 
2006, 10-19 листопада : Фотовиставка «Були Деньки» в Bereznitsky Gallery була присвячена виходу нового альбому гурту Воплі Відоплясова «Були Деньки», а також 20-річному ювілею гурту.
2006, 17 листопада — 7 грудня : Київський проєкт «Face Control» в Bereznitsky Gallery представила Маша Шубіна. Виставка авторки була спрямована на демонстрацію різниці між такими почуттями, як невпевненість і порок. Роботи в експозиції мали викликати емоційний дисонанс у глядача. Виставка відповідала тенденціям європейського галерейного бізнесу.
2006 — 2007 : Проведення Міжнародним благодійним фондом «Ейдос» «Конкурсу візуальних мистецтв 2006—2007», темою якого став «Музей сучасного мистецтва». Вперше в Україні була публічно обговорена ідея створення подібної інституції. Автор ідеї та ініціатор проведення конкурсу — Людмила Березницька, Президентка МБФ «Ейдос». З 18 по 27 травня 2007 року в «Мистецькому арсеналі» проходила виставка робіт фіналістів конкурсу з 4-х країн світу. Журі та Експертна рада Конкурсу обрали 7 найкращих проєктів, які отримали від МБФ «ЕЙДОС» премії, еквівалентні 2000 доларів США.
2007 : Проєкт «Kyiv Winter» представлений Bereznitsky Gallery в Берліні декількома визначними художниками. На виставці експонувався живопис Іллі Чичкана і Максима Мамсикова, інсталяції Жанни Кадирової і колажі Марини Любаскіної.
2007 : Галерея Bereznitsky Gallery Kyiv-Berlin організувала показ авангардної моди відомої художниці Світлани Тегіної під назвою «ЛЯЛЬКИ».У колекції були представлені білі сукні, деякі з них з елементами чорного кольору.
2007, січень : Проєкт Іллі Чичкана «Totalitarian Darwinism» був представлений у Берліні в Bereznitsky Gallery Kyiv-Berlin. В експозиції розміщували роботи, основним сюжетом яких є всесвітньо відомі монументи, але, замість звичного образа людини, вони мають голову мавпи. Стрижнем події було продемонструвати через твори сучасного українського мистецтва конфлікт між інтелектуальним та інстинктивним.
2007, березень : У галереї Bereznitsky Gallery Kyiv-Berlin показали монументальні фото-колажі під назвою «REVISION».
2007, квітень : Олександр Гнилицький представив у Bereznitsky Gallery проєкт «Ремонт холодильників». На картинах художника зображені холодильники, виставлені в ряд різних виробників. Їх об'єднує те, що їх ніхто ніколи не полагодить. Вони виконують роль декорації, старовинних предметів і рекламують майстерню, що ремонтує холодильники.
2007, 18-27 травня : Виставка фіналістів конкурсу «Самооборона» в Міжнародному конкурсі візуальних мистецтв «Ейдос — 2006/2007» в музейному комплексі «Мистецький арсенал». Було представлено 21 проєкт. Подія була досить насиченою. У ці дні пройшла низка майстер-класів українських та іноземних фахівців у сфері актуального мистецтва, презентації молодих митців, театральні перформанси та декілька музичних концертів.
2007, серпень : Відбулась виставка робіт Марини Герцовської «Овочі — врожай буде фантастичним!» в Bereznitsky Gallery Kyiv-Berlin. Представлені фотоколажі, стилізовані під старі фотографії, з гігантськими овочами і фруктами. Деякі німецькі глядачі вірили, що іронічні колажі демонструють реальні плоди з полів і городів старої росії.
2007, 30 вересня — 3 листопада : Bereznitsky Gallery Kyiv-Berlin  представила проєкт Олександра Гнилицького і Лесі Заєць «Media Komfort». Інсталяція українських художників складалась з живопису, анімації та відеоскульптури і попередньо експонувалась на Венеційському бієнале в українському павільйоні. Подія відбулась в берлінській галереї Березницьких. Леся Заєць працює з анімацією, звуком і кінотехнологіями. Олександр Гнилицький техніками живопису, поезії, рисунку, фотографії та скульптури. Разом вони найбільш відомі як «Інститут нестабільних думок». Основна увага на виставці приділялась не техніці чи презентації, а атмосфері.
2007, листопад : Міжнародний арт-фонд «Ейдос» провела арт-інтервенцію в межах Грантової програми кураторських проєктів «Public Space- 2007/08», що спрямована на вирішення соціокультурних проблем міських громад. Завданням акції було перетворити буденний міський простір на територію творчості. Перший етап інтервенції — «Мухи і котлети по-київськи», що відбувся на території одеського Староконного ринку. Це була сумісна арт-рейдерська акція київських і одеських кураторів і художників.
2007, 9-16 листопада : До акції «Язик до Києва довів» в межах Грантової програми кураторських проєктів «Public Space - 2007/08» в Німецькому культурному центрі «Ґете-Інститут в Україні» пройшла відеопрезентація «Арт-рейдери: хроніка одеського акціонізму». 
2008, 6-8 лютого : Грантовий проєкт EIDOS «Спільний простір 2007—2008». Виставку стріт-арта організувала група Р. Е. П. (Революційний Експериментальний Простір) за підтримки Міжнародного благодійного фонду EIDOS. Куратором виставки виступив Микита Кадан. Подія обурила громадян, які звикли бачити академічне мистецтво. Саме такою найчастіше є реакція на актуальне мистецтво в Україні. У контейнері, орендованому біля метро, експонувались фото- і відеороботи російських і українських художників. У виставці брали участь група SOSka (м. Харків), Олександра Галкіна (м. москва), Профсоюз Уличного Искусства (м. москва), Вікторія Ломаско (м. москва), Р. Е. П. (Київ), Psia Krew (м. Київ).
2008, червень : Виставка в Bereznitsky Gallery Kyiv-Berlin «Квартирна», організована кураторами Олександром Ройтбурдом і Ігорем Гусєвим. Художники намагались відтворити в інтер'єрі атмосферу 80-х, де розмістили у залах роботи одеських митців. Подібна ідея була справжньою екзотикою для європейського глядача.
2008 : Міжнародним благодійним фондом «Ейдос» започатковано грантову програму Public Space, підтримана Goethe Institut. Її метою є реалізація художніх проектів у середовищі міста.
2008, осінь — 2010, весна : Пройшов Міжнародний конкурс кураторських проєктів «Мистецтво a priori: актуальні історії», організований Фондом розвитку сучасного мистецтва EIDOS. Локаціями для виставки були експозиційні зали художніх, історичних та інших музеїв України. Роботи можна було побачити в Києві, Харкові, Одесі, Донецьку, у Львові, Сумах, Бердянську та інших. Задачами було ідентифікувати актуальне мистецтво в Україні, ознайомити державні музеї із сучасним українським мистецтвом, розширити арт-простір. У кінцевому підсумку відібрали шість кращих мистецьких проєктів, які експонувалась в академічних музеях Києва, Харкова, Севастополя, Харкова і Одеси. У композиції митці поєднали класичні твори мистецтва із сучасністю.
2009 3-22 квітня :  Груповий проєкт групи SOSka та учасників  «Класа» (Харків) «Числа» пройшов в Центрі актуального мистецтва EIDOS, куратором якого виступив Микола Рідний. Учасники групи SOSka — Микола Рідний, Анна Кривенцова, Сергій Попов, учасники «Класа» — Аліна Клейтман, Лєра Агафонова й Іван Світличний. На виставці група SOSka представила серію фотоколажів і живописних робіт, а проєкт «Клас» продемонстрував відеороботи «Курс» і «Оренда».
2009, 26 червня : У Центрі актуального мистецтва EIDOS відбулась зустріч із відомим художником Іллєю Чичканом, який представив Україну в 2009 році на Венеційському бієнале. На зустрічі пан Ілля поділився про створення проєкту «Побутовий сюрреалізм». Також автор показав декілька своїх робіт під час бесіди.
2009, 4 вересня — 3 жовтня : Центр актуального мистецтва EIDOS та Ludmila Bereznitska & Partner Gallery організували проєкт «Deutsche Klasse». На виставці представили роботи випускників Берлінської академії мистецтв. У Києві експонувались роботи наступних художників: Алєксандра Айбл, Пхам В'єт Банг, Марина Барановска, Жозефін Бельке, Леннарт Грау, Бенджамін Девор, Таня Елленсон, Канта Кімура, Ілля Кірєєв, Ян Мьовіус, Брітта Тіє, Мітя Чуріков. До події був випущений друкований каталог. Проєкт був реалізований у два етапи. Після першого етапу «Deutsche Klasse» в Мистецькому арсеналі в рамках ГогольFest відкрили виставку «Культурні ін'єкції». Експозицію побудували так, щоб роботи німецьких і українських художників логічно поєднувались в діалогічну композицію, що вписало актуальне мистецтво України в інтернаціональний контекст.
2009, вересень : Спеціальний проєкт, реалізований куратором Адамом Нанкервісом, відбувся у рамках фестивалю Гогольфест–2009 «Гніздо Альбатроса» в Мистецькому арсеналі за підтримки фонду «Ейдос». Куратор зібрав із дошок і будівельного матеріалу конструкцію, як гніздо альбатроса, що була заповнена роботами понад 50 художників.

### 2010 і до сьогодні
2010 : Відкриття в Києві Bereznitsky Project Space.
2010, 15-19 червня : У стінах Ludmila Bereznitsky & Partner Gallery відбувся проєкт Лариси Поліщук «Діагноз». Серія фоторобіт розповідає про лікарню. Мисткиня зображує світ речей і предметів, а також відчуття, що вони викликають.
2010, 24 червня — 31 липня : Ludmila Bereznitska & Partner Gallery представили загалу другий проєкт групи Ubik (Ярослав Коломійчук, Максим Німенко, Денис Саліванов, Віктор Харкевич, Аліна Якубенко) «N-вимір» («N-Dimension»). Мистецька група перетворила галерею в лабораторію з дослідження можливостей зміни простору. Проєкт складався з п'яти етапів, що відповідає п'яти вимірам.
2010, вересень : Організація Ludmila Bereznitska & Partner Gallery Міжнародного проєкту «Магніт», який мав на меті об'єднати українське актуальне мистецтво зі світовим. Українці і іноземні художники знаходились в карпатському селі і створювали нові роботи. У події брали участь наступні майстри і майстрині: Kанта Кімура, Чуриков Мітя, Саліванов Денис, Якубенко Аліна, Харкевич Віктор, Чичкан Давид, Гома Ігор, О'Коннор Роберт, Кісіна Аліна, Мухе Конрад, Коротвяєва Наталія, Спихтик Флавіа, Кроель Давид, Рачман Алессандро, Купферберг Даніель.
2010, 20 жовтня — 20 листопада : Проєкт Алекса Благова, Єгора Татаренка, Максима Ткаченка «STVOL» пройшов в Ludmila Bereznitska & Partner Gallery.   
2010, 30 жовтня — 3 грудня : Відбувся Міжнародний крос-культурний проєкт про місто Донецьк «Art Point», організований Людмилою Березницькою. Компанія СКМ і Bereznitsky Project запросили молодих іноземних майстрів, які знали про Україну і ніколи не були в Донецьку. Серед них громадяни Німеччини, Франції, Італії, Швейцарії, Австрії, Вірменії, Японії та інші. 19 листопада місту представили масштабний футуристичний проєкт про індустріальне місто. Мотивом події було познайомити місто Донецьк із сучасним мистецтвом.
2011, лютий : У Bereznitsky Gallery & Partner пройшла виставка київського художника Владислава Мамсикова «Душова кабіна», на якій продемонстрували 92 роботи. На виставці експонувались картини від 60-х років XX століття до сьогодення.
2013, 20 вересня — 20 жовтня : У Національному художньому музеї України пройшла виставка «Тихий протест 70-х». Куратором проєкту виступив Євген Березницький.  Експозиція містила з-понад 120 робіт, більшість із яких виставляли вперше. Твори мистецтва знайомлять глядачів з культурними процесами 1970-х. До проєкту увійшли живописні і графічні роботи понад двадцятьох авторів, серед яких Владислав Мамсиков, Зоя Лерман, Олег Соколов, Петро Беленок, Валентин Реунов та інші. На виставці висвітлена історія життя метрів українського мистецтва і формування їх свідомості.
2014, 12 грудня : Кураторка і галеристка Людмила Березницька відкрила новий арт-простір — Bereznitsky Aesthetics, який засновано на засадах мінімалізму, простоти і утилітарності. Організація об'єднує галерею, шоурум з предметами промислового дизайну, архітектурне бюро і консалтингове агентство з питань мистецтва, дизайну, архітектури й арт-бізнесу.
2015, 27 лютого — 31 березня : В арт-просторі Bereznitsky Aesthetics відбулась персональна виставка Віктора Сидоренка «Memory Rewind». Час, пам'ять, історія — центральні ідеї його проєктів. Митця вважають одним із найуспішніших діячів сучасного мистецтва в Україні. Куратором виставки був Євген Березницький. Мета події — розкритикувати через мистецтво тоталітаризм і боротьбу ідеологій.
2015, квітень : Роботи класиків української графіки були продемонстровані загалу Bereznitsky Aesthetics в проєкті «Corporal Experience» («Досвід тілесності»). Відкриттю виставки передувало представлення книги Костянтина Дорошенка «Кінець епохи пізнього заліза». Метою було показати, як протягом ста років змінювались ідеали краси, еротики і сприйняття людського тіла. На заході експонувались роботи Зої Лерман, Ефіма Вайсбурга, Сергія Шишко, Сергія Отрощенка, Івана Тихого, Світлани Григорівни, Олександра Ройтбурда та інших.
2015, 22 травня — 21 липня : Проєкт Юрія Сивирина «Мотиви і Мотивація» у залах Bereznitsky Aesthetics полягав у розробці творів мистецтва з референсом на таких зірок світової арт-сцени, як Джефф Кунс, Дем'єн Герст, Пітер Пауль Рубенс та інші. Він не просто включає блискучу кулю або акваріум до композиції, але й грається з ними, створюючи нові сенси.
2015, 19-26 червня : Виставка колажів «Homo ludens» Ліни Романухи пройшла в Bereznitsky Project Space. Майже на всіх роботах художниці присутній образ людини.
2015, вересень : У Bereznitsky Aesthetics пройшов X Міжнародний Фестиваль Актуальної Анімації та Медіа-Мистецтва LINOLEUM. Проєкт представлений Михайлом Царьовим — засновником фестивалю, громадським діячем і меценатом. Метою події було долучити до співпраці молодих художників, ілюстраторів і дизайнерів, а також представити анімацію як вид сучасного мистецтва. Найважливіше, що організатори прагнули привернути увагу світової анімації і медіа-арту до України.
2015, 23 вересня — 7 жовтня : На відкритті виставки Владислава Мамсикова в Національному музеї «Київська картинна галерея» представлено каталог «Досвід споглядання». Виставка тривала декілька тижнів. Картини, розміщені в експозиції, сформували наратив про долю людини, яка переживала разом зі своїм поколінням зміни. Йдеться про особистий життєвий досвід художника, який пройшов шлях від хрущовської «відлиги» до нового часу. Твори охоплюють період з 1960-х до сучасності.  
2015 1 жовтня — 30 листопада : Проєкт Юлії Беляєвої The Last пройшов у Bereznitsky Aesthetics і присвячений проблематиці війни і впливу інформаційних технологій на світ. Метою виставки було продемонструвати, наскільки людина швидко трансформується після системного використання гаджетів, і наскільки негуманною є ідея війни у світі машин і механізмів. Представлені роботи виконані в техніках неон, фото, digital art, VR (virtual reality). У зв'язку з подією опубліковано друкований каталог і відбулась офіційна презентація видання.
2015, 12 грудня — 2016, 31 січня :   У Bereznitsky Aesthetics представлено проєкт художниці-колажистки Саши Чичкан «Scissors Plot», до якого увійшли зображення відомих історичних постатей та інші зображення. Роботи виконані в техніці колажу і глітч-арту. Унікальністю художниці є вирізання нею фрагментів з глянцевого журналу для створення творів мистецтва.
2016 : Людмила Березницька — відома галеристка, кураторка та колекціонерка засновує аукціонний дім KUPAVA з метою розвитку мистецтва в Україні.
Кожна робота з колекції аукціонного дому є, безсумнівно, важливою для світового культурного процесу. KUPAVA — один із напрямків діяльності BAF, що призначений для розвитку некомерційних проєктів фонду і фінансування проєктів молодих художників.
2016 : Засновано щорічний фестиваль Kyiv Art Week Євгеном Березницьким.
2016, 11 березня — 20 квітня : Відбувся проєкт Юрія Сивирина «Казки на ніч» у Bereznitsky Aesthetics, що спрямований на критику постмодерна. Твори знаменитого українського художника складно зрозуміти, у них зашифровані чисельні сенси минулих епох. Його твори — це компіляція робіт з історії мистецтва. Назва пов'язана з двома міфами XX століття: «Американська мрія» і «Світле майбутнє» СРСР. 
2016, 15 червня — 20 червня : На арт-ярмарку в рамках Kyiv Art Week-2016 галерея Bereznitsky Aesthetics представила персональний проєкт Юлії Беляєвої «Social Meditation». Художниця хотіла показати агресію, яка притаманна пострадянському суспільству. Основними матеріалами стали неон і порцеляна, яку так полюбляли в радянські часи.   
2016, 19 серпня — 23 жовтня : У груповому проєкті «My Magic Home», організованому Bereznitsky Aesthetics, взяли участь Дарія Астаф'єва, Олег Кулик, Андрій Сігунцов, група GORSAD. Епатажні твори мистецтва спрямовані на висвітлення проблематики відношення людини до власного тіла. Ідеєю є демонстрація злиття душі і тіла в сучасному світі.
2016, 16-25 вересня : У межах Гогольfest-2016 на арт-заводі «Платформа»  пройшла виставка Burn, Babylon. Куратором проекту виступив відомий український галерист Євген Березницький. У Burn, Babylon брала участь група AES+F, що працює з відеоартом з 1987 року. Проєкт мав на меті продемонструвати ідеологічні крайнощі сьогодення. Гостям також продемонстрували роботи знаменитого фотографа Бориса Михайлова, твори Віктора Сидоренка, Дмитра Кавсана, Флоріна Леоні та Сильвана Бауманна.
2016, 30 листопада — 13 грудня : У галереї Bereznitsky Aesthetics відбулась виставка австрійського фотографа Пітера Лаглера. Експозиція складалась з фотографій автора, під якими розмістили  цитати. Куратори назвали подію «Täuschengen by traveling» («Ілюзії подорожей»). Фото зроблені в різноманітних куточках світу і мають неординарний ракурс.
2016, 27 грудня — 2017, 11 січня : Арт-агентство Bereznitsky Aesthetics відкрила в «Шоколадному будиночку» виставку Юрія Сивирина «Теорія всього», присвячену сучасним технологіям, які негативно впливають на свідомість людства. Чорно-білі колажі для експозиції створені на 3D-принтері. Художник співпрацював зі скульптором Віталієм Маковієм для створення низки об'єктів. Виставку доповнювали інсталяції архітектора Антона Касперського, який досліджує зв'язок між звуком і живописом. Кураторами виставки були Євген Березницький і Марія Вторушина.
2017 21 лютого — 7 березня : У проєкті «Із порожнечі» («From The Void») Bereznitsky Aesthetics об'єднали діаметрально протилежних творців — Канта Кімуру, німецького художника японського походження, який відомий чорно-білими роботами, і київську графікиню Олександру Прахову. Обидва митці, попри всі відмінності, захоплюються філософією і буддизмом. У роботах художники демонструють людське існування, як порожнечу, на дні якої нічого немає.   
2017, 16 березня — 31 березня : В Україні вперше відбулась персональна виставка всесвітньо відомої арт-студії Bob Basset «Створіння» в стінах галереї Bereznitsky Aesthetics. Bob Basset — яскравий представник стімпанку. Колекція демонструє, як розвивався бренд протягом 30 років. В експозиції були роботи, які зберігаються в Парижі, Нью-Йорці, Токіо, Мілані, Сеулі і Лондоні.
2017, 16 червня — 16 липня : У Музеї сучасного мистецтва в Одесі відкрився проект «Теорія всього» («Theory of everything»), який стартував у 2016 році в галереї Bereznitsky Aesthetics, у якому брали участь Юрій Сивирин, Віталій Маковий і Антон Касперський. Мета події — показати непростий перехід людини в добу пост-інтернету. Акцент зроблено на творчості Юрія Сивирина. До проекту увійшли його нові полотна, а також ті, що були представлені на Kyiv Art Week 2017.
2017 7-14 липня : Проєкт братів Костенко (Braty) «Sisters» представлений у Венеції в Kokonton Gallery арт-агентством Bereznitsky Aesthetics. Куратор виставки — Марія Вторушина. Митці доповнили фото жінок кольоровим глітчем і намагаються привести їх у сучасний світ, навчити їх насолоджуватись життям і зняти з себе гіпервідповідальність. Важливою частиною виставки є перформанс STASIK. Актриса та співачка з Києва Анастасія Шевченко створила цей проект, щоб поділитися досвідом перебудови своєї ідентичності.
2017 23 вересня — 23 жовтня : У Bereznitsky Aesthetics відкрилась виставка братів Костенко (Braty) «Сестри». Проєкт розвінчує міф, що жінки радянського часу вважали кохання умовною винагородою за працю. Брати працюють з фотографією, ілюстрацією, колажем, а саме для цієї події вирішили робити фото близьких родичів жіночої статі.
2017, 21 листопада — 5 грудня :  Виставка Ельміри Шемседінової «Останній кримський альбом» в Bereznitsky Aesthtetics присвячена анексії Криму і останньому візиту художниці на півострів. Емоційний стан виражений через етюди від маленьких розмірів до двох метрів у довжину.
2017, 25 листопада : У ЦУМі пройшов благодійний аукціон «From Red To Yellow and Blue». Ініціатор проєкту — галеристка, колекціонерка Людмила Березницька і аукціонний будинок KUPAVA. На продаж виставили картини метрів українського мистецтва, а саме: Віктора Зарецького, Анатолія Жежера, Сергія Шишка, Петра Столяренка, Віктора Герценока, Юрія Зорко, Зінаїді Зацепіної, Владислава і Максима Мамсикових і Івана Євченка. Загалом було представлено 90 робіт. Аукціону передувала виставка «From Red To Yellow and Blue», що тривала протягом 19-24 листопада 2017 року.
2017, 8 грудня — 29 грудня : У галереї Bereznitsky Aesthetics пройшла виставка робіт Слави Крижановського TOYS. У першому персональному проєкті київського художника відображено його інтереси — андеграундна музика, футуризм, кліпи 80-х, рожевий колір і людське тіло. Виставка пройшла під гаслом «My body is my toy». Усі роботі виконано в графічному редакторі Photoshop і надруковано на великих форматах.
2018, 7-30 січня : У Bereznitsky Private Space пройшла виставка робіт Ельміри Шемсединової й Аліни Якубенко «Зникнення». Роботи Ельміри Шемсединової присвячені події анексії Криму російською федерацією і особистим спогадам мисткині від останнього візиту батьківщини. Аліна Якубенко писала морські пейзажі на Бірючому острові, що знаходиться недалеко від Кримського півострова. Назва «Зникнення» влучно характеризує твори мистецтва, тому що більше ніколи не буде, як раніше, і біль про втрату рідної землі виражений у кольоровій гамі композиції робіт. 
2018, 16 березня — 1 квітня : Соціально важливий проєкт художниці Omnia Voivat «Прокрустинація» презентовано в галереї Bereznitsky Aesthetics з метою показати буденність із зануренням до паралельної реальності. Виставка розкриває проблеми втрати ідентичності, відходу від реальності, тему сприйняття світу через екран гаджету, заміну фізичного світу на симулякри. В експозиції були  полотна великих розмірів, написаних у реалістичній техніці графічного живопису.
2018, 4-28 квітня : У галереї Bereznitsky Aesthetics пройшла персональна виставка художниці-колажистки Ірини Вале «Знахідний відмінок». Проєкт представляв три серії робіт про зміни, що відповідають на питання «Куди?», «Кого?», «Що?». Для створення робіт використана бумага, якій більше 50 років.
2018, 19 травня — 19 червня : Художня галерея Bereznitsky Aesthetics відкриває виставку Ганни Глибіної «ШЗ» (Швидкі Зміни). Мета проєкту — розглянути слов'янські культурні архетипи, зокрема вплив ісламської авторитарної традиції на слов'янську свідомість (та навпаки).
2019, 20-26 травня : Персональна виставка «Сучасники» з роботами Олександра Сухоліта сформована галереєю Bereznitsky Art Foundation в рамках Kyiv Art Week 2019.
2019, липень : Виставка «Графічні раритети» з творами Віктора Герценока, Юрія Зорка і Володимира Хороненка дозволяє ознайомитись з неомодерністським стилем, для якого характерна геометричність форм, строгість, лаконізм і конструктивна лінія. 
2019, 18 жовтня — 6 листопада : У київській галереї BAF відкривається виставка українського сучасного і радянська мистецтва «Від червоного до жовто-блакитного» (From red to blue and yellow). До експозиції увійшли твори українських класиків і сучасних авторів. Серед імен класиків варто виокремити Тетяну Яблонську, Миколу Глущенка, Віктора Зарецького, а поміж сучасників — Олександра Сухоліта, Арсена Савадова і Юрія Сивирина. Виставка була передаукціонною і завершилась благодійним заходом, що пройшов 07.10.2019.
2019, 20 грудня — 2020, 10 лютого : Роботи власників приватної колекції 1960 — 1980-х років продемонстровані загалу на виставці «Полум'яне серце». Центром композиції були твори «суворого стилю» — стилю, що вважається першим жанром радянського живопису і наближений до мистецьких течій початку XX століття. Полотна належали соцреалістам і нонконформістам — діаметрально протилежним напрямам радянського мистецтва. В експозиції були твори Юрія Зорка, Владислава Мамсикова, Федора Шевченка, Григорія Тишкевича і Миколи Кравцова.
2020, 16 лютого : За сприяння фонду відбулась поп-ап виставка класичної японської гравюри з приватної колекції Костянтина Ковшевацького. На події були присутні фахівці з японського мистецтва, що дало можливість побудувати міст між західною і східною філософіями.
2020, 21 лютого — 15 квітня : Фонд організував унікальний масштабний проєкт Юрія Сивирина «Чорне дзеркало», який мав на меті продемонструвати вплив інформаційних технологій з боку хаосу і непередбачуваності.
2020, 24 липня — 24 серпня : Проєкт Юрія Сивирина «Чорне дзеркало» відбувся в Одеському художньому музеї за сприяння кураторки події — Людмили Березницької. До Одеси привезли понад 74 роботи, серед яких живописні полотна великих форматів і лаконічні твори на папері. Ретроспектива робіт Юрія Сивирина «Чорне дзеркало» стала сенсацією в ЗМІ і була опублікована в багатьох українських електронних журналах.      
2020, 21 серпня — 13 вересня : Відкриття виставки «Citius! Altius! Fortius! Мистецтво і спорт» в Bereznitsky Art Foundation надало відвідувачам можливість ознайомитись з добіркою художніх творів соцреалістів і нонконформістів періоду 1960-80-х років із приватної колекції. Темою події був спорт, як один із маркерів українського мистецтва радянського періоду.
2020, 27 вересня — 25 жовтня : Відкриття персонального проєкту художниці Анни Щербини «Вхід з Кожум'яцької», створеного в стінах Bereznitsky Art Foundation. На виставці експонувались роботи Анни Щербини і доповнені графічними і живописними творами XX століття з приватної колекції BAF. Виставка присвячена вулиці Кожум'яцькій, її минулому і майбутньому.
2020, 18-24 листопада : Осіння виставка BAF Inventory 2020 мала на меті репрезентувати колекцію Людмили та Євгена Березницьких, що налічувала на той час близько 2000 робіт українських митців. Предмети з колекції охоплюють період з першої половини XX століття і до сьогодення. Серед експонованих робіт були полотна Олександра Ройтбурда, Владислава Мамсикова, Юрія Сивирина та інших метрів українського мистецтва.
2020, 25 листопада — 24 грудня : У Bereznitsky Art Foundation пройшла персональна виставка художника Давида Чичкана. «Портрети, які говорять» — це серія робіт, присвячена зображенню історичних осіб на грошових купюрах. Серія альтернативних українських гривень створена задля переосмислення феномену зображення портретів історичних постатей на банкнотах.
2020, 17 листопада — 27 грудня : Інституція BAF відкриває виставку Юрія Сивирина «Enfant Terrible», зірки сучасного українського живопису, на якій експонувалися понад 100 робіт в залах Львівської національної галереї мистецтва імені Б. Г. Возницького. Відвідувачі мали змогу ознайомитись з однойменним друкованим каталогом.
2021, 22 травня : У Bereznіtsky Art Foundation пройшов Весняний аукціон «KUPAVA-4», до якого увійшли роботи класиків соцреалізму, митців андеграунду 60-70-х, посмодерністські досліди художників 90-х та найсучасніші твори молодих майстрів, що працюють в новітніх дегітальних техніках.  
2021, 16 червня :  The Bereznitsky Art Foundation (BAF) зосереджує свою діяльність на роботах Владислава Мамсикова і відкриває ювілейну виставку «Спостерігач обріїв» в Києві. На виставці були представлені роботи двох основних творчих періодів художника: 1960-1980-ті та 2010-ті роки. До виставки опубліковано друкований каталог. Метою події було продемонструвати через живопис вміння залишатись собою, незалежно від зовнішніх факторів.
2021, 9 листопада : Аукціонний дім KUPAVA провів відкриття передаукціонної виставки «Соцреалізм та модерн арт» у «Шоколадному будиночку», де були представлені понад 100 робіт українських митців за останні 100 років. Відкриття відвідали посли Франції, ПАР, Німеччини та Польщі, представники міжнародних компаній, банкіри, журналісти українських медіа, і навіть директор українського Forbes.
2021, 5-14 листопада : В аукціонному будинку пройшла виставка «Соцреалізм та модерн арт». Були представлені наступні митці: М. Глущенко, Є. Волобуєв, В. Зарецький, Ф. Манайло, О. Мась, Владислав і Максим Мамсикови, В. Спиридонова, Ю. Сивирин, І. Гусєв, О. Ройтбурд.
2021, 18-21 листопада : Bereznitsky Art Foundation (BAF) брала участь в арт-ярмарку ROMA ARTE in NUVOLA, на якому представила роботи сучасних українських художників, зокрема Юрія Сивирина, Юлії Беляєвої, Ольги Кошелевої та Ігора Гусєва. Арт-об'єкти були доставлені до Риму, що дозволило вивести сучасне українське мистецтво на міжнародний рівень.
2022, травень : Ukrainian Association of Professional Photographers (UAPP) у співпраці з Bereznitsky Art Foundation відкрили благодійну виставку «Українська Герніка». Метою проєкту було звернення уваги до повномасштабної війни в Україні і викриття злочинів росії. В експозиції було понад 40 фото, зроблених протягом двох місяців війни, а також аудіо- і відеофайли. На виставці були представлені роботи Павла Петрова, Євгена Малолєтки, Мстислава Чернова, Алекса Кента, Крістофера Оччіконе, Рона Гавіва та інших. Куратором виставки виступив Євген Березницький.